# Лист за македонската емиграция
„Лист за македонската емиграция“ е български вестник, издаван в София, България, от 2 юли 1919 до 14 септември 1919 година.
| Годишнина | Броеве | Дати                      |
| --------- | ------ | ------------------------- |
| I         | 1 – 5  | 2 юли – 14 септември 1919 |

Вестникът е орган на Изпълнителния комитет на Съюза на македонските братства в България. Насочен е срещу Временното представителство на бившата ВМОРО. Излизат 5 броя.